# Tethyastra oxyaster
Tethyastra oxyaster är en svampdjursart som först beskrevs av Burton 1934.  Tethyastra oxyaster ingår i släktet Tethyastra och familjen Tethyidae. Inga underarter finns listade i Catalogue of Life.